# Damenstift Lippstadt

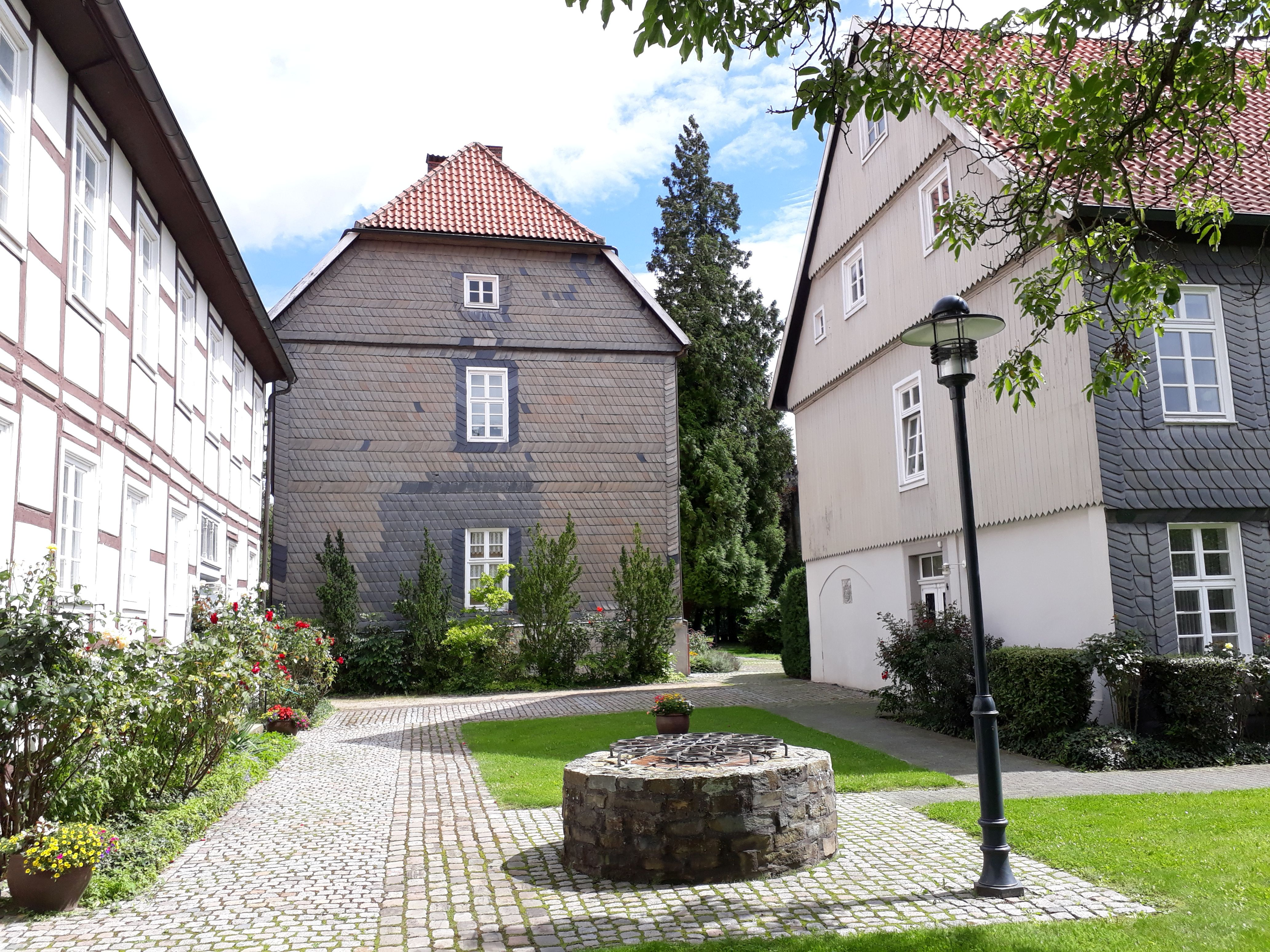
Stiftsbezirk

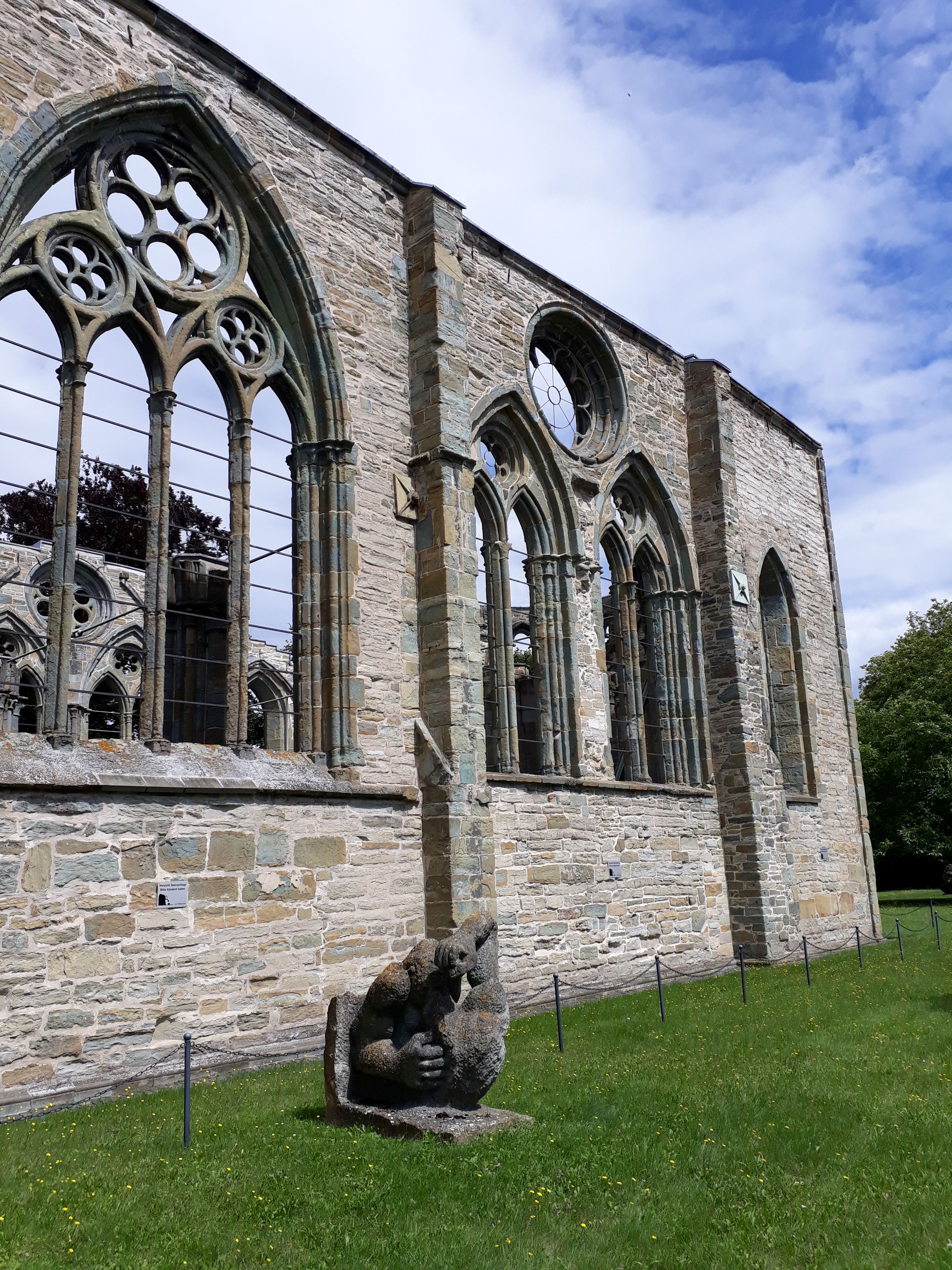
Stiftsruine

Das Damenstift Lippstadt ist eine Stiftung des öffentlichen Rechts nach nordrhein-westfälischem Landesrecht unter der Aufsicht des Regierungspräsidenten in Arnsberg. Es befindet sich in Lippstadt und betreut die bekannte Kirchenruine der Kleinen Marienkirche, die als Kirche der Vorgängerinstitutionen, der unter der Augustinusregel lebenden katholischen Frauengemeinschaft und des in der Reformationszeit an seine Stelle getretenen evangelischen Damenstifts, diente.
Es darf nicht verwechselt werden mit dem nicht mehr existierenden, 1971 mit dem Stift St. Marien in Lemgo vereinigten evangelischen Damenstift in Cappel (Ortsteil von Lippstadt).

## Katholisches Stift
Man nimmt an, dass Edelherr Bernhard II. von Lippe das St. Maria um 1185 gegründet hat. Der erste urkundliche Nachweis stammt aber erst von 1207. Bis zur Mitte des 16. Jahrhunderts lebte die klösterliche Frauengemeinschaft nach der Augustinusregel. Claudia Kimminus-Schneider spricht von einem Kanonissenstift, während es in der Liste von Alfred Wendehorst und Stefan Benz als Augustinerchorfrauenstift geführt wird. Eine eindeutige Entscheidung ist nicht möglich, die gängige Bezeichnung der Frauen als Augustinerinnen jedenfalls ungenau. Wendehorst und Benz benennen zwar als Hauptmerkmale für Chorfrauenstifte Grundbesitz und Trennung von Chorfrauen und Laienschwestern, haben aber offensichtlich nur die Abgrenzung zu den oft aus Beginenhäusern hervorgegangenen kleinen Schwesternhäusern nach der Augustinusregel im Sinn. Ein bei einer Visitation 1478 ins Auge gefasster Anschluss an die Windesheimer Reform habe keinen „bleibenden Erfolg“ gehabt, was die Gemeinschaft eher zu den freiweltlichen Stiften stellt.

## Evangelisches Damenstift

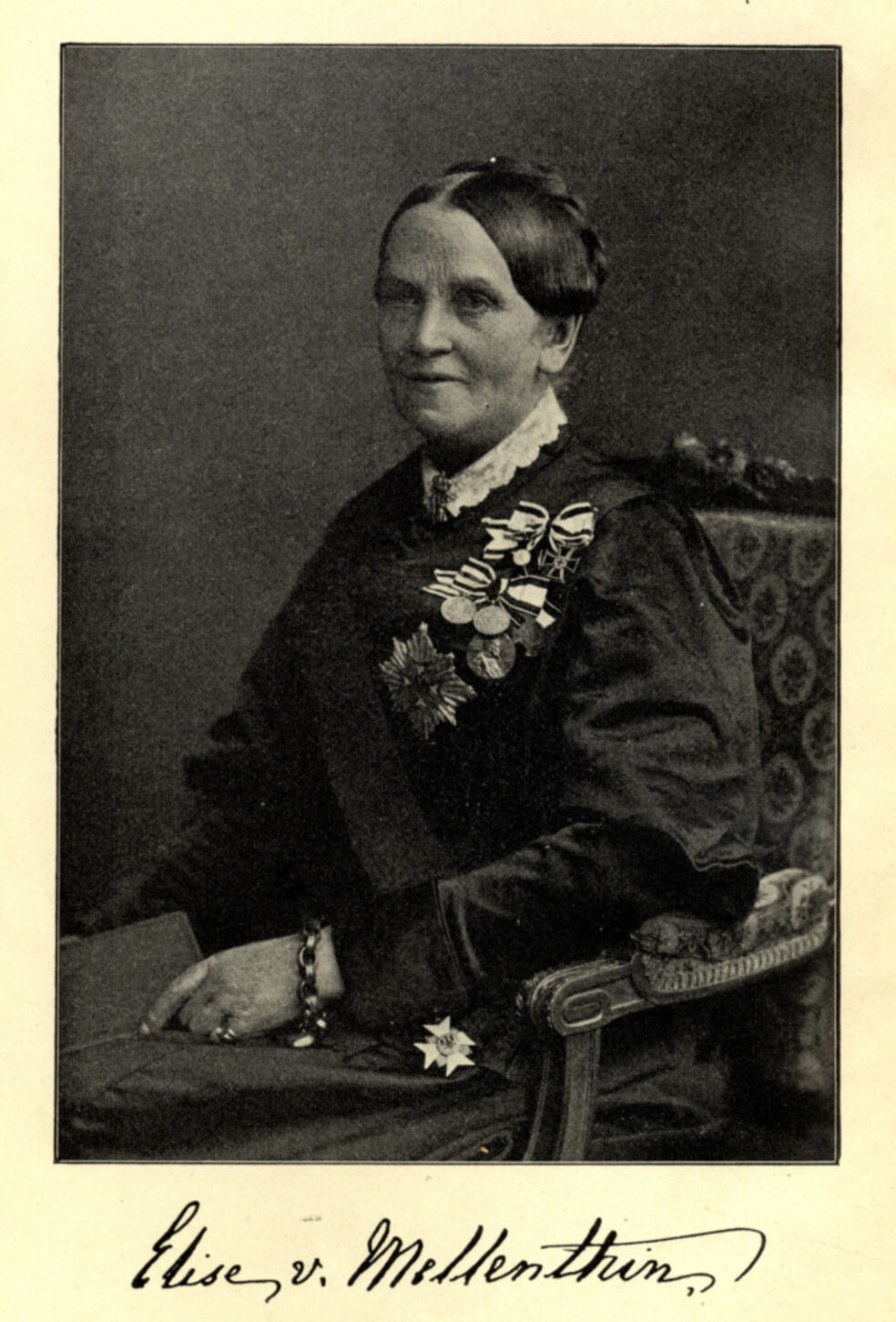
Die Stiftsdame Elise von Mellenthin (1831–1913) im Gewand der Stiftsdamen mit dem Stiftsorden und anderen Auszeichnungen, um 1900

Seit der Mitte des 16. Jahrhunderts wandten sich die Damen der Reformation zu. Die geistliche Aufsicht behielt allerdings bis 1841 der katholische Propst des Stifts. Ab 1690 wurden nur noch adelige Jungfrauen zugelassen. 1773 erhielt das Kapitel des freiweltlichen adeligen Stifts vom preußischen König das Recht verliehen, ein Ordenskreuz zu tragen. 1812 wurde das Stift vom französischen Großherzogtum Berg aufgehoben, 1826 aber wiederhergestellt. Die Pfründen vergaben Preußen und das Fürstentum Lippe zu gleichen Teilen. Die Stiftskirche, die mehr und mehr zerfiel, wurde 1831 geschlossen.

## Gegenwart
Das Damenstift ist keine religiöse Institution mehr, es dient überkonfessionell der Versorgung hilfsbedürftiger (älterer) Frauen, die eine Wohnung und eine monatliche Geldzahlung (Präbende genannt) erhalten. Die gültige Satzung der Stiftung stammt von 1975. Ein ehrenamtlicher Stiftskurator führt die Verwaltung für die Oberin und die Stiftsdamen. 1991 standen acht Stiftsstellen (Wohnungen) zur Verfügung. Diese werden vom Regierungspräsidenten in Arnsberg (für das Land Nordrhein-Westfalen als Rechtsnachfolger von Preußen) und dem Landesverband Lippe (Rechtsnachfolger des Fürstentums Lippe) vergeben. Während es 1968 noch zehn residierende Stiftsdamen und vier Externe mit kleinerer Präbende gab, lebten 1992 außer der Oberin nur noch zwei Stiftsdamen im Stift. Der derzeitige Personalstand (2019) beträgt acht Stiftsdamen.